# Emerald Moon Records
Emerald Moon Records es un sello discográfico de Estados Unidos, fundada por Matt Boylan en Baltimore, Maryland en 2004. La discográfica cuenta con una variado género musical como Punk, hardcore, pop punk, screamo, indie y emo. Desde su creación Emerald Moon ha ampliado su plantilla hasta cubrir la zona nordeste de Estados Unidos. La discografía es conocida por haber empujado a la fama a grupos como All Time Low, Fall River y Hometown Anthem.
El sello ha estado en un punto de vista en que las bandas locales como regionales tuvieran la oportunidad de ir de gira por la costa este y visitar el país. Los artistas de Emerald Moon actúan anualmente en Vans Warped Tour, Flipside Festival, Bamoozle y Hellfest.

## Grupos actuales y antiguos del sello
- All Time Low
- Bled Across Miles
- Boy Crazy
- Dead Again!?
- Emma
- Fall Line
- Fall River
- Girlfight
- Hometown Anthem
- Inferis
- Lady Radiator
- Make Your Stand
- Morning for the Masses
- My America is Watching Tigers Die
- Spark is a Diamond
- Stars Turn Cold
- This Year Passed
- The Spotlight
- The Green Eyed Machine
- The Tonight Life

## Publicaciones
Publicaciones de Emerald Moon Records en orden numérico de más antiguo a más reciente:
1. Various Artists - From the Land of Pleasant Living (2004)
2. All Time Low - The Three Words to Remember in Dealing with the End (2004)
3. Fall River - Chronicles (2005)
4. Bled Across Miles - Hats Off to the Good Guys (2005)
5. Emma - Then We Burnt the Village (2005)
6. This Year Passed - The Progress EP (2005)
7. Stars Turn Cold - My Gift, My Burden (2005)
8. All Time Low - The Party Scene (2005)
9. Morning for the Masses - Wake Up Better (2005)
10. Anthem - Don't Hold On To What You Hear (2005)
11. Fall Line - Seiran (2005)
12. Make Your Stand - Make Your Stand (2006)
13. Boy Crazy - Whale Songs to Kensington Garden (2006)
14. Inferis - Fear the Engineer (2006)
15. My America is Watching Tigers Die - Narratives (2006)
16. Hometown Anthem - If We Could Dream (2006)
17. Dead Again!? - Monolith (2006)
18. Spark is a Diamond - Keep Your Eyes Off the Prize (2006)
19. The Jonbenet - "Devil Music Volume 1" (2007)
20. Morning for the Masses - "Seconds" (2007)
21. The Spotlight - "Slug Love" (2007)
22. My America Is Watching Tigers Die - "30,000 Lbs." (2007)
23. Lady Radiator - "Bounce Energy Hear Me Out" (2007)
24. Girlfight - "Haggard" (2008)
25. The Tonight Life - EP (2008)
26. Spark Is A Diamond - "You Can't Stop" (2008)
27. The Jonbenet - "Devil Music Volume 2" (2008)
28. The Green Eyed Machine - Self Titled (2009)
29. Girlfight - Ghost Eater (2010)
30. The Tonight Life - Carry Me On (2011)